# Transcobalamina
La transcobalamina (TC) es un polipéptido de 38 Kd que, al contrario del factor intrínseco, puede unir también un número de análogos de la cobalamina. Aunque puede ser sintetizada por todas las células del organismo, la síntesis de gran cantidad de esta proteína por células endoteliales de vena umbilical humana sugiere que la célula endotelial es la fuente primordial de la TC.
La vitamina B12 o (cobalamina) forma complejos de unión con tres importantes grupos de proteínas: el factor intrínseco (IF), la haptocorrina (HC) y la transcobalamina (TC). Mientras que el IF y la HC están implicados en los procesos de absorción intestinal, la transcobalamina, una proteína de la cual se desconocen aún muchos aspectos, desempeña un papel clave en su posterior distribución a los tejidos e internalización en las células.

## Tipos de transcobalamina
Un vistazo a la literatura en el campo de la hematología clínica basta para comprobar como la distinción o no entre varios subtipos de transcobalamina depende del autor que se esté consultando.
La HC, por ejemplo, denominada en muchos manuales TCI, es en realidad un grupo de sialoglucoproteínas inmunológicamente idénticas conocidas como cobalofilinas. Poseen, sin embargo, diferentes restos de azúcar que les confieren ciertas propiedades químicas particulares. Esto ha llevado a distinguir erróneamente entre varias subespecies de transcobalamina (TCI y TCIII) que se han relacionado con la TCII, la forma que se purificó inicialmente y que aquí llamamos simplemente TC. En realidad, la HC (o TCI) es sintetizada en gránulos de precursores mieloides y si bien su concentración en sangre es similar a la de la TC, la HC es más abundante en secreciones como saliva y bilis. Además, pese a unir la mayor parte de cobalamina plasmática (la TC solo fija entre el 10% y el 30% de la cobalamina circulante), el complejo HC-Cbl circula sin unirse a los tejidos y posee una semivida marcadamente superior, del orden de 9 a 10 días (en claro contraste con las 1 o 2 horas de la holo-TC). Aunque se han intentado justificar varios roles fisiológicos a la HC, la verdad es que de momento no se le conoce con seguridad ninguna función específica, aunque el hecho de que permanezca unida por tanto tiempo a la cobalamina plasmática podría evitar la pérdida de la cobalamina libre. Por otro lado, su gran afinidad por todo tipo de análogos no funcionales impide que estos sean captados por los receptores de la holotranscobalamina. Su lento aclaramiento plasmático podría apuntar también al almacenaje de cobalamina como posible rol fisiológico.

## Asimilación de la cobalamina
En realidad, cobalamina es el término genérico de una serie de compuestos químicos de estructura molecular similar. La cianocobalamina es uno de esos compuestos, ya que al ser aislada por primera vez se observó que poseía un grupo nitrilo en la posición beta de su átomo central de cobalto, lo que en realidad era un artefacto del proceso in vitro.
En los alimentos, la cobalamina se encuentra en forma coenzimática unida de manera no específica a las proteínas. Una vez en el estómago, la cobalamina es liberada por proteólisis y se une con gran afinidad a la HC formando un complejo que pasa al duodeno. Aquí la proteasa pancreática degrada la HC permitiendo la transferencia de la cobalamina al factor intrínseco (IF), una glicoproteína secretada en el estómago con gran resistencia a la proteólisis y activa en una rango de pH de 3 a 9. El complejo FI-Cbl viaja del yeyuno al íleo distal, en cuya mucosa se encuentran unos receptores de cubilina específicos que lo fijan. El FI desempeña un papel clave en la absorción de la cobalamina ya que en su ausencia menos del 2% de la cobalamina ingerida es absorbida desde el lumen intestinal.

## Transporte e internalización celular de la cobalamina
Una vez en el interior del enterocito, la cobalamina, libre del FI por la acción lisosomal, es unida por la transcobalamina y transportada a la membrana basolateral, desde donde sale de la célula. La holotranscobalamina (holo-TC) puede detectarse en la circulación portal en cuestión de pocas horas tras la ingesta.
Los detalles del proceso por el cual la cobalamina es captada por la TC y transportada al exterior de la zona basal del enterocito son en su mayor parte desconocidos y están siendo todavía analizados.
De hecho, varios estudios han demostrado también la existencia de TC libre y de complejos TC-Cbl en el lumen del íleo. Estos hallazgos son compatibles con la evidencia aportada por otros autores, quienes confirmaron la síntesis de TC en las microvellosidades intestinales. De qué forma el complejo TC-Cbl abandona el enterocito a través de la superficie basolateral no está aún claro; lo que sí se sabe es que, una vez en circulación a través del organismo, es rápidamente captado por los receptores de superficie de TC e internalizado siguiendo un proceso de endocitosis dependiente de Ca2+ y mediado por clatrina.
Aunque hace ya décadas que se logró purificar el receptor de TC a partir de placenta humana, solo recientemente ha sido posible caracterizarlo en su totalidad. Se trata de una proteína de 282 aminoácidos: 31 restos del extremo N-terminal forman la secuencia señal, 198 restos configuran el dominio extracelular, 21 restos forman el segmento transmembrana y 32 restos están en la cara citoplasmática.
Una vez endocitado, el receptor de TC es rápidamente reciclado siguiendo el modelo del receptor de transferrina. El complejo TC-Cbl es transportado a los lisosomas donde, a causa del cambio de pH, la transcobalamina es separada y posteriormente degradada. La cobalamina, por su parte, es liberada al citoplasma y convertida en las coenzimas adenosilcobalamina y metilcobalamina, importantes cofactores de los enzimas metilmalonil CoA mutasa (en las mitocondrias) y metionin sintasa (en el citosol).
Entre 0,5 μg y 9 μg de cobalamina unida a TC e internalizada por receptores hepáticos es secretada en la bilis, aunque una cantidad importante es reabsorbida posteriormente.

## Déficit de transcobalamina
En su descripción clásica, la ausencia congénita de transcobalamina provoca la anemia megaloblástica prenatal o neonatal, con graves anomalías a nivel inmunológico y neurológico, que provocan la muerte si el tratamiento con cobalamina se demora. En ausencia de su proteína transportadora (la TC), la cobalamina no es captada por los receptores de la membrana celular, lo que impide su absorción a nivel de los tejidos y causa la depleción rápida de la concentración intracelular de esta molécula. Esta insuficiencia a nivel celular contrasta con niveles normales de cobalamina en sangre, unida en su mayor parte a la HC, que, como hemos comentado, carece de función transportadora.
A medida que se descubren nuevos casos, el cuadro clásico del déficit congénito de TC va complicándose. De hecho, se han estudiado a pacientes en los cuales un déficit parcial de TC se acompaña de bajos niveles de cobalamina en sangre. Otras veces es el funcionamiento o la conformación anómala de la TC lo que disminuye su afinidad por la cobalamina. Si la ausencia de cobalamina no es total, los síntomas asociados a su déficit (parestesias, vértigo, debilidad, desórdenes de la personalidad, neuropatías) se empiezan a manifestar a más edad.
El déficit de TC es una enfermedad relativamente rara, debido a que su diagnóstico diferencial es poco conocido. Hasta la fecha, solo unas decenas de pacientes han sido diagnosticados. El tratamiento más eficaz es la administración periódica de dosis elevadas de hidroxi o cianocobalamina por vía oral o parenteral, para asegurar la entrada de una fracción suficiente en las células por difusión pasiva.